# 神奈川県道217号逗子葉山横須賀線
神奈川県道217号逗子葉山横須賀線（かながわけんどう217ごう ずしはやまよこすかせん）は、神奈川県三浦郡葉山町長柄「南郷トンネル入口」から神奈川県横須賀市秋谷「国際村秋谷入口」間を通る県道である。特に葉山町長柄から上山口までは、三浦半島中央道路と呼ばれている。
国道134号の渋滞が激しかったために、その混雑解消を目的として作られた道路である。三浦半島中央道路が、2004年（平成16年）3月30日に開通したことにより、国道134号の所要時間は、短縮している。

## 概要
- 起点：逗子市桜山五丁目
- 終点：横須賀市秋谷
- 延長：6.4km
- Google マップ（逗子市内の区間は不明）

## 通過する自治体
- 神奈川県
  - 逗子市
  - 三浦郡葉山町
  - 横須賀市

## 道路施設
- 南郷トンネル
- 竜神トンネル
- 新沢トンネル
- 星山トンネル
- 関根トンネル
- 久留和トンネル

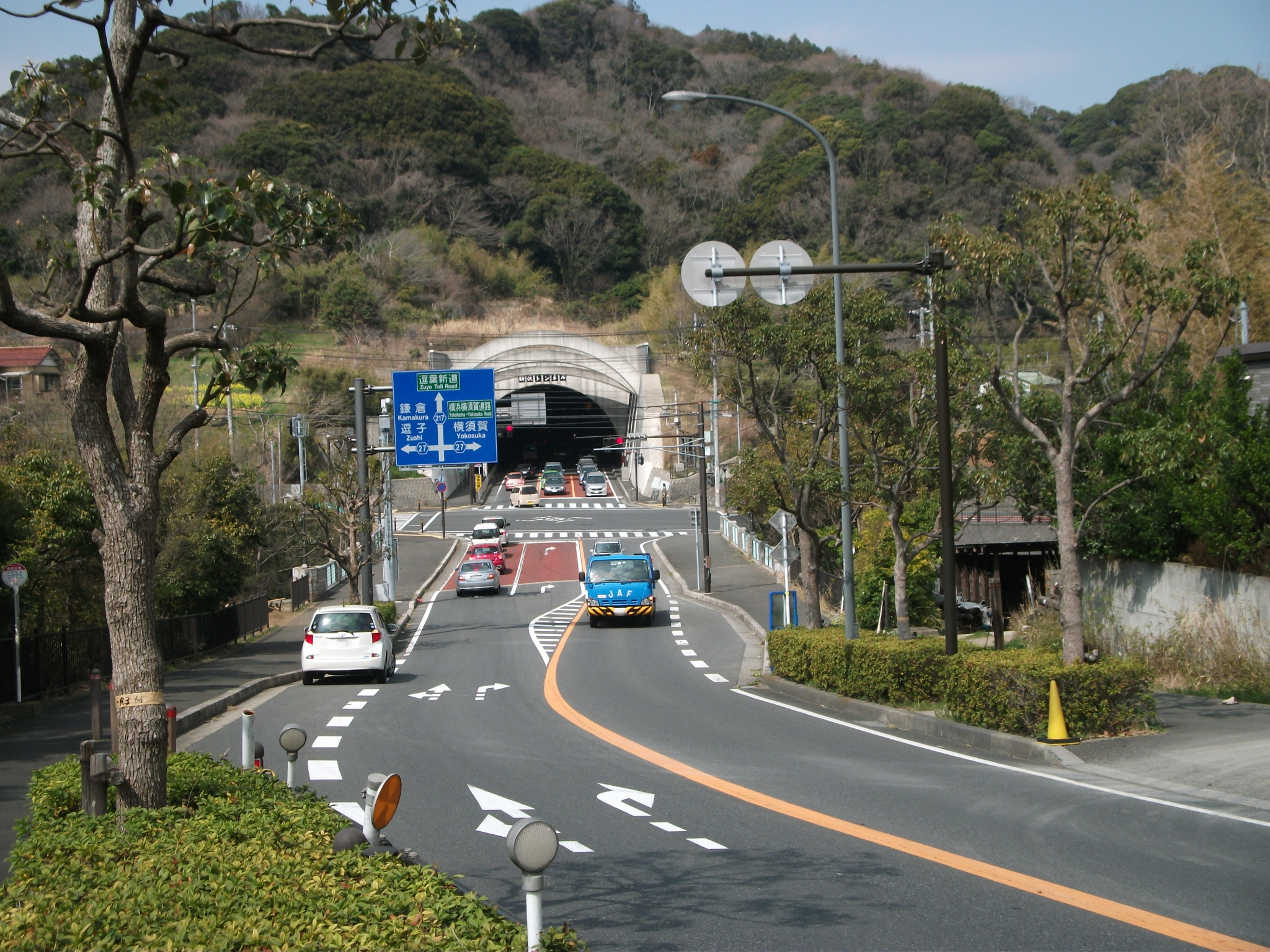
湘南国際村入口交差点付近。奥が逗子方面。

このうち南郷・竜神・新沢の3トンネルは連続している。

## 交差・接続する道路
- 逗葉新道
- 神奈川県道311号鎌倉葉山線
- 国道134号
- 神奈川県道27号横須賀葉山線

## 周辺
- 湘南国際村
- 立石公園
- 秋谷漁港
- 秋谷海水浴場